# Коденко, Александр Иванович
Александр Иванович Коденко (род. 8 сентября 1942, с. Кирово, Запорожская обл.) — советский и украинский художник-график, педагог. Член Национального союза художников Украины.

## Биография
Родился 8 сентября 1942 года в с. Кирово Токмакского района Запорожской области.
С 1967 г. учился в Луганском государственном художественном училище.
В 1970 г. поступил в Киевский государственный художественный институт. Его преподавателями по специальности были A. Пламеницкий, В. Пузырьков, В. Гурин, Л. Витковский, И. Тихий.
С 1977 г. преподавал в Луганском колледже культуры и искусств, с 2004 г. — параллельно в Луганской академии культуры и искусств им. М. Матусовского (ЛГАКИ) в звании доцента кафедры станковой живописи.
Работал в области медитативной и нефигуративной (абстрактной) живописи, инсталляции, в традиционных жанрах портрета, пейзажа, натюрморта. Член Союза Художников Украины с 1989 г.
В 2010 г. выпущена книга репродукций медитативных полотен мастера «Сойдите к подножию истины».
Произведения художника находятся в Луганском художественном музее, Национальном музее истории Украины, в частных коллекциях Украины, Италии, США, Германии.

## Творчество
С 1977 г. участвовал в областных и республиканских выставках. Персональная выставка состоялась в Луганске в 2003 г. В Киеве — в 2007 г.
Основные произведения: «Фиолетовое пламя» (2001), «Райские Сыны Создатели» (2004), «Викрипя Люцифера» (1999), «Чарли, постигает восьмигранник» (2005), "Осознание. Всем, кто горел в войне посвящается " (2005), «Жанна д’Арк. Зовут голоса» (2006), «Смотри и воспринимай» (2009);
живопись — «Дом, в котором жили люди» (1982), «Реквием 37-м» (1988), «Человек на горизонте» (1989), «Реабилитация» (1990), «За пределами боли» (1992), «Хождение по кругу» (1993), «Чарли уходит в небо» (1995), «Что есть истина?» (1996), «Чарли, постигающий пространство и время» (1997), «Вы все дети мои» (1998), «Будха» (1999), «Квадратура бесконечного круга», «Ковчег» (2000), «Ангел седьмого луча» (2001), «Узнаю не узнавая», «Живородящая» (2002), «Аватар» (2003), «Окно разрешения» (2007);
инсталляции — «Вертикаль» (1995), «Крик» (1997), «Разоблачение Люцифера», «Стучите — и я открою» (1999).

### Суть индивидуального стиля
Эксперименты мастера с формой в стиле медитативной живописи — попытка постичь бытие в категориях религиозного и философского опыта, восточной духовности. Для создания своих образов художник использует синтез различных символов, техник, жанров, присутствующий в древних и современных культурах (византийская иконография, сакральная геометрия, абстракция). При этом А. Коденко вводит в картины элементы фигуративной живописи (отражающей реальность), ассоциирующиеся с христианским мировоззрением. В качестве же основного художественного средства мастер выбирает сакральную геометрию — совокупность представлений, что в основе жизни лежат геометрические формы, их определённая пропорциональность, создающая мировую гармонию. Присоединённые к ней абстрактные и фигуративные элементы усиливают символическую образную систему.

Сам А. Коденко о своём творческом принципе говорит так: 
«Кто может дать ответ: „Что такое медитативная живопись?“ Художник, пишущий такие картины, в силу несовместимости художественной правды с внешней реальностью становится причиной трагического непонимания его обществом… Причина одна — это дистанция между объектом (который изображает художник) и самим изображением на картинной плоскости… Цель медитативной картины — получение белого Света. Через новую художественную форму, там, где нет физиологического восприятия последней, через огромную дистанцию в медитативной картине художник проводит зрителя в Свет».